# J.Thimmanahalli, Alur
J.Thimmanahalli là một làng thuộc tehsil Alur, huyện Hassan, bang Karnataka, Ấn Độ.